# 내 이름은 조
내 이름은 조(My Name Is Joe)는 영국에서 제작된 켄 로치 감독의 1998년 드라마, 멜로/로맨스 영화이다. 피터 뮬란 등이 주연으로 출연하였고 레베카 오브라이언 등이 제작에 참여하였다.

## 출연

### 주연
- 피터 뮬란
- 루이즈 구돌

### 조연
- 데이빗 맥케이
- 앤-마리 케네디
- 데이비드 헤이먼
- 게리 루이스
- 일레인 M. 엘리스

## 제작진
- 미술: 마틴 존슨
- 의상: 로나 러셀
- 배역: 질리언 베리
- 배역: 스티븐 모크리